# Lopott csókok
A Lopott csókok (eredeti cím franciául: Baisers volés) 1968-ban bemutatott francia filmdráma François Truffaut rendezésében. Előzménye: Négyszáz csapás. Folytatásai: a Családi fészek és a Menekülő szerelem.

## Története
Antoine Doinel idő előtt leszerel a katonaságtól, ahová szerelmi csalódása miatt vonult be. Első útja egy nyilvánosházba vezet, majd elszegődik egy szállodába portásnak, ahonnan rövid idő múlva kirúgják. Ezután magándetektív lesz és felelevenedik kapcsolata régi szerelmével, Christine-nel… A film során a félénk fiatalember számos kellemetlen nőügybe keveredik, míg végül régi barátnője, Christine karjai között köt ki.

## Szereplők
| Szereplő              | Színész           | Magyar hang            | Magyar hang            |
| Szereplő              | Színész           | 1. szereposztás (1976) | 2. szereposztás (2001) |
| --------------------- | ----------------- | ---------------------- | ---------------------- |
| Antoine Doinel        | Jean-Pierre Léaud | Maros Gábor            | Rajkai Zoltán          |
| Christine Darbon      | Claude Jade       | Jani Ildikó            | Létay Dóra             |
| Fabienne Tabard       | Delphine Seyrig   | Moór Marianna          | Bánsági Ildikó         |
| Georges Tabard        | Michael Lonsdale  | Dégi István            | Haumann Péter          |
| Monsieur Darbon       | Daniel Ceccaldi   | Mécs Károly            | Dunai Tamás            |
| Madame Darbon         | Claire Duhamel    | Dallos Szilvia         | Hűvösvölgyi Ildikó     |
| Monsieur Henri        | Harry-Max         | Csákányi László        | Fodor Tamás            |
| Monsieur Blady        | André Falcon      | Szilágyi Tibor         | Bezerédi Zoltán        |
| Monsieur Colin        | Jacques Rispal    | Szabó Ottó             | ?                      |
| Catherine             | Catherine Lutz    | Pálos Zsuzsa           | Hámori Ildikó          |
| Gérante               | Martine Ferrière  | Borbás Gabi            | ?                      |
| L'inconnu             | Serge Rousseau    | Szacsvay László        | Koncz István           |
| Julien                | Paul Pavel        | Végvári Tamás          | Benkő Péter            |
| Író                   | Jacques Robiolles | Dunai Tamás            | ?                      |
| Robert Espané         | Jacques Delord    | Harkányi Endre         | Józsa Imre             |
| Adjudant Picard       | François Darbon   | ?                      | Bodrogi Gyula          |
| Albani                | Albert Simono     | ?                      | Tahi Tóth László       |
| Börtönőr              | TBA               | Gyabronka József       | ?                      |
| Ida, Blady titkárnője | Christine Pellé   | Kállay Ilona           | ?                      |

## Szakirodalom
- Bikácsy Gergely: Bolond Pierrot moziba megy – a francia film ötven éve (Budapest, 1992, Héttorony Könyvkiadó – Budapest Film)
- François Truffaut: Önvallomások a filmről (Osiris Könyvtár; Budapest, 1996, Osiris)